# Baron Camoys
Baron Camoys ist ein erblicher britischer Adelstitel in der Peerage of England, der im Mittelalter zweimal an Angehörige der Familie Camoys (1313 und 1383) vergeben wurde, von denen die barony by writ der zweiten Verleihung bis heute existiert.

## Geschichte

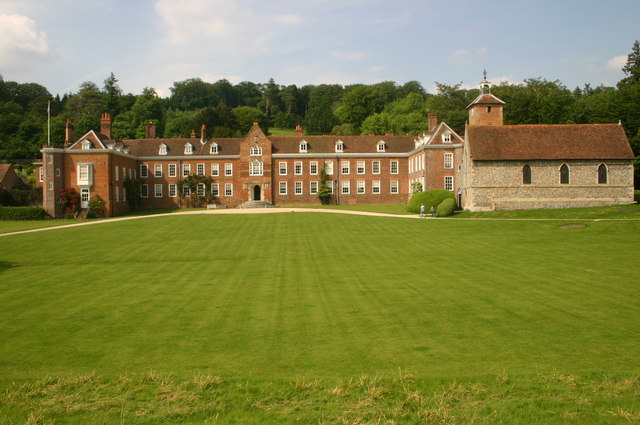
Stonor Park

Die Familie Camoys ist anglo-normannischer Abkunft. Sie erscheint mit dem Ritter Ralph des Camoys († 1259), dessen ebenfalls Ralph geheißener Sohn, der Constable of Pevensey Castle war, 1264 durch writ of summons in das Parlament der gegen den König Eduard I. rebellierenden Adligen unter Simon de Montfort, 6. Earl of Leicester berufen wurde. Diese Berufung wurde von der Krone nicht anerkannt, mit der Folge, dass durch diesen writ eine erbliche Baronie Camoys nicht entstanden ist. Dessen Sohn Edmund de Camoys, gestorben 1298, erbte von seiner Mutter Torpel in Northants. Sein Sohn Ralph de  Camoys erhielt 1313 einen writ of summons und wurde so 1. Baron Camoys (1. Verleihung). Er war Constable of Windsor Castle, nahm an der Rebellion Despensers gegen den König teil, wurde aber begnadigt. Beim Tod seines Sohnes Thomas de Camoys 1372 erlosch die Baronie, da dessen einziger Sohn bereits vor ihm gestorben war.
Erst Thomas’ Halbneffe, Sir Thomas de Camoys, der 1372 die Güter der Familie, nicht aber den Titel erbte, wurde von Richard II. 1383 durch writ of summons in das House of Lords berufen und damit erblicher Peer des Reiches (2. Verleihung). Schon nach dem Tod seines Enkels Hugh de Camoys, des 2. Barons Camoys, fiel die Baronie in abeyance, weil Hugh nur weibliche Erben hatte. Der Titel blieb dann über 400 Jahre in abeyance, bis er von dem Nachkommen einer erbberechtigten Tochter erfolgreich petitioniert wurde und für Thomas Stonor restituiert wurde, in dessen Familie sie heute noch besteht.
Familiensitz der Barone Camoys ist Stonor Park bei Henley-on-Thames in Oxfordshire.

## Liste der Barone Camoys

### Barone Camoys, erste Verleihung (1313)
- Ralph de Camoys, 1. Baron Camoys († 1335)
- Thomas de Camoys, 2. Baron Camoys († 1372)

### Barone Camoys, zweite Verleihung (1383)
- Thomas de Camoys, 1. Baron Camoys († 1421)
- Hugh de Camoys, 2. Baron Camoys (1413–1426) (Titel abeyant 1426)
- Thomas Stonor, 3. Baron Camoys (1797–1881) (Abeyance beendet 1839)
- Francis Stonor, 4. Baron Camoys (1856–1897)
- Ralph Stonor, 5. Baron Camoys (1884–1968)
- Sherman Stonor, 6. Baron Camoys (1913–1976)
- Ralph Stonor, 7. Baron Camoys (1940–2023[4])
- Ralph William Robert Stonor, 8. Baron Camoys (* 1974)

Titelerbe (Heir Apparent) ist der Sohn des aktuellen Titelinhabers, Hon. Ralph Thomas William Peter Stonor (* 2007).